# 17:28 (banda)
17:28 es una banda musical filipina activa durante los primeros meses de los años 2000s. Aunque conocidos como una boy band, se consideran más que de un grupo vocal. El grupo está integrado por cuatro miembros: Gian Magdangal, Jonard Yanzon, Chino Alfonso y Joaquín "Wackie" Valdés. El grupo se formó cuando los cuatro miembros acudían a la universidad: Gian en la Universidad de La Salle-Manila, Chino estudiaba en la Universidad Ateneo de Manila, y Wackie como una de las alumnas de UP Diliman.
El productor de la banda es Vic Del Rosario, quien los descubrió mientras estaban actuando en un concierto en vivo. Desde entonces, el grupo adoptó el nombre 17:28 como una referencia al versículo 17:28 de la Biblia, Libro de los Hechos de los Apóstoles, "Pues en él vivimos, nos movemos y somos", según los integrantes. Escogieron el nombre ya que todos los miembros eran devotos católicos, ya que estuvieron de acuerdo con esa decisión. En 2002, aunque aún sin un álbum, los muchachos siguieron actuando en distintos bares y en una apertura de conciertos de famosos artistas filipinos. La banda fue especializada en los ritmos de pop, RnB, e incluso hasta en el Evangelio de música vocal, que destacó una armonía como grupo hacia sus seguidores.

## Discografía

### 17:28
- Publicación: 2003
- Discográfica: Star Records[2]

#### Cozy
- Publicación: 2004
- Discográfica: Viva Records[2]